# Casarrubuelos
Casarrubuelos est une commune de la communauté de Madrid, en Espagne.